# 绿天麻
绿天麻（学名：Gastrodia elata f. viridis）为兰科天麻属天麻下的一个变型。